# Sesostranus
Genre
Sesostranus est un genre d'opilions laniatores de la famille des Assamiidae.

## Distribution
Les espèces de ce genre se rencontrent en Ouganda et au Congo-Kinshasa.

## Liste des espèces
Selon World Catalogue of Opiliones (16/06/2021) :
- Sesostranus longipes Roewer, 1950
- Sesostranus niger Roewer, 1935

## Publication originale
- Roewer, 1935 : « Alte und neue Assamiidae. Weitere Weberknechte VIII (8. Ergänzung der "Weberknechte der Erde" 1923). » Veröffentlichungen aus dem Deutschen Kolonial- und Übersee-Museum in Bremen, vol. 1, no 3, p. 1–168.